# Phreatia oreogena
Phreatia oreogena är en orkidéart som beskrevs av Rudolf Schlechter. Phreatia oreogena ingår i släktet Phreatia och familjen orkidéer. Inga underarter finns listade i Catalogue of Life.